# アニメーション三人の会
アニメーション三人の会（アニメーションさんにんのかい）は、1960年に久里洋二・柳原良平・真鍋博が結成した日本のアニメーション自主制作グループ。草月ホールで定期上映会を開催した。

## 概要
「アニメーション三人の会」は、1960年代に活動した自主制作（独立系）アニメーションを代表するグループ。
1960年に日本教育テレビ（現テレビ朝日）の番組用アニメーション制作を切っ掛けに結成され、同11月に草月ホールで第1回上映会を行った。
ディズニーや東映動画のような大規模分業体制でフル・アニメーション指向の商業アニメーションとは異なり、UPAやノーマン・マクラレンなどのリミテッド・アニメーションに影響を受けた。1964年の4回目より「アニメーション・フェスティバル」に改称した。
和田誠、横尾忠則、宇野亜喜良、手塚治虫、古川タク、月岡貞夫、林静一、中村和子などのアニメーター、デザイナー、イラストレーター、漫画家などが参加し、日本での「アニメーション」の用語の普及、日本の自主制作アニメーション会に影響を与えた。